# Олга Константиновна
Олга Константиновна (Павловск, 3. септембар 1851 − Рим, 18. јун 1926) била је супруга грчког краља Ђорђа I. Била је кћерка Константина Николајевича и Александре од Сакс-Алтенбурга.
Припадница династије Романов, Олга је била најстарија ћерка великог кнеза Константина Николајевича и његове супруге, принцезе Александре од Сакс-Алтенбурга. Детињство је провела у Санкт Петербургу, у Пољској и на Криму, а удала се за Ђорђа 1867. у доби од шеснаест година. У почетку се осећала непријатно у Краљевини Грчкој, али се брзо укључила у друштвени и добротворни рад. Основала је болнице и школе, али њен покушај да промовише нови, приступачнији, грчки превод Јеванђеља изазвао је немире верских конзервативаца.
Након убиства њеног мужа 1913. године, Олга се вратила у Русију. Када је избио Први светски рат, поставила је војну болницу у Павловској палати, која је припадала њеном брату. Била је заробљена у палати након руске револуције 1917. године, све док није интервенисала данска амбасада, која јој је омогућила да побегне у Швајцарску. Олга се није могла вратити у Грчку јер је њен најстарији син, грчки краљ Константин I, био свргнут.
У октобру 1920. Олга се вратила у Атину због фаталне болести њеног унука, краља Александра Грчког. После његове смрти, постављена је за регента (у новембру) до обнов владавине Константина I следећег месеца. После пораза Грка у грчко-турском рату 1919–22, грчка краљевска породица је поново прогнана, а Олга је последње године свог живота провела у Уједињеном Краљевству, Француској и Италији.

## Биографија
Олга је рођена у Павловској палати близу Санкт Петербурга 3. септембра 1851. године. Била је друго дете и старија ћерка великог кнеза Константина Николајевича и његове жене, велике кнегиње Александре, бивше принцезе од Сакс-Алтенбурга. Олга је преко оца била унука цара Николаја I, нећака цара Александра II и рођака цара Александра III.
Детињство је провела у дому њеног оца, укључујући Павловску палату и имања на Криму. Њен отац је био млађи брат Александра II, а њена мајка је важила за једну од најинтелигентнијих и најелегантнијих жена на двору. Олга је била посебно блиска са својим старијим братом, Николом, и била је један од ретких чланова царске породице који је остао у контакту са њим након што је прогнан у Ташкент. Као дете, Олга је описивана као једноставна и буцмаста девојчица широког лица и великих плавих очију. За разлику од своје млађе сестре Вере, имала је миран темперамент, али је била и изузетно стидљива. На пример, када су је њени учитељи испитивали током часова, она би бризнула у плач и побегла из учионице.
Године 1862. брат је именовао великог кнеза Константина Николајевича за намесника руске Пољске и са женом и децом се преселио у Варшаву. Боравак у Пољској показао се тешким за великог војводу, који је дан након доласка у пољску престоницу био жртва националистичког покушаја атентата. Иако је Константин кренуо у програм либерализације и поново успоставио пољски као службени језик, пољски националисти који су се залагали за реформу нису били умирени. Коначно, устанак у јануару 1863. и радикализација сепаратиста натерали су цара да опозове свог брата у августу. Олга је имала лоша сећања на период живота у Пољској.
Млади грчки краљ Ђорђе I посетио је Русију 1863. године како би се захвалио Олгином стрицу цару Александру II на подршци током његово избора на престо Грчке. Док је био тамо, Ђорђе је први пут срео тада дванаестогодишњу Олгу.
Ђорђе је поново посетио Русију 1867. да би се срео са својом сестром Маријом, која се удала за царевића Александра годину дана раније. Био је одлучан да пронађе жену и идеја о савезу са руском великом кнегињом, рођеном у Источној православној цркви, му се допала. Олга се заљубила у Ђорђа, али је ипак била узнемирена и избезумљена при помисли да напусти Русију. Њен отац у почетку није био вољан да пристане на њихов брак, мислећи да је са петнаест година била премлада и, будући да је био близак са ћерком, забринут због удаљености између Грчке и Русије. Са своје стране, велика кнегиња Александра је била много више одушевљена од свог мужа и, када су неки чланови царске породице приметили изузетну лепоту њене ћерке, одговорила је да Олга неће увек бити тако млада и лепа. На крају је одлучено да ће се Олга и Ђорђе венчати када она напуни 16 година. У међувремену, наставила је да похађа школу све до дана венчања.
Олга и Ђорђе венчали су се у капели Зимског дворца у Санкт Петербургу 27. октобра 1867. После петодневних свечаности, провели су кратак медени месец у Ропши, југозападно од Санкт Петербурга. Током наредних двадесет година, добили су осморо деце: Константина, Ђорђа, Александру, Николу, Марију, Андреја, Кристофера и Олгу.
Цар је рекао Олги „да воли своју нову земљу двоструко више него своју“ али она је била лоше припремљена за свој нови живот. Свесна своје младости, одлучила је да задржи услуге своје гувернанте како би наставила школовање. По доласку у Пиреј, Олга је носила плаво и бело, националне боје Грчке, на одушевљење народа. На путу до престонице, народни немири су били такви да је Олга, која није била навикла на такве демонстрације, била близу суза. Неспособна да говори грчки и са мало времена за одмор, неколико дана је присуствовала званичним функцијама. Пренеражена, Олга је пронађена како јеца испод степеништа како мази свог плишаног меду неколико дана након њеног доласка у краљевство док се очекивало да присуствује свечаном догађају. За мање од годину дана научила је грчки и енглески. По савету своје мајке, заинтересовала се за археологију и историју Грчке како би добила подршку јавности.
Током целог брака, Ђорђе и Олга су били близак пар и супротно уобичајеном обичају проводили су много времена са својом децом, која су одрасла у топлој породичној атмосфери. Међутим, са годинама, Ђорђе се свађао са својим синовима, а Олга је жалила због свађа које су периодично делиле породицу. Приватно, Олга и Ђорђе разговарали су на немачком јер је то био једини језик којим су обоје говорили у време брака. Са својим потомством су говорили углавном енглески иако су деца морала да говоре грчки међу собом а принц Андреј је одбијао да својим родитељима говори било шта осим грчког.
Живот краљевске породице био је релативно миран и повучен. Атински двор није био тако бриљантан и раскошан као онај у Санкт Петербургу а дани у грчкој престоници понекад су били монотони за чланове краљевске породице. У пролеће и зиму делили су време између Краљевске палате у Атини и палате Татои у подножју планине Парните. Лета су проводили на одмору у Екс ле Бену у Француској, у посети рођацима у руској престоници или у Фреденсборгу и Бернсторфу у Данској, и опуштајући се у Мон Репу на Крфу.
Олга је остала носталгична за Русијом. Њена соба је била испуњена иконама из њеног завичаја, а у дворској капели је са децом певала словенске химне. Често је посећивала руске бродове који су пристајали у Пиреј и позивала руске морнаре у царски двор. Била је једина жена у историји која је носила титулу адмирала царске руске морнарице, почаст која јој је дата приликом удаје. Била је почаствована у грчкој морнарици тиме што је брод добио име по њој.

### Добротворни рад
Олга је била заиста популарна и била је у великој мери укључена у догађаје добротворне сврхе. По доласку у Атину, њено непосредно покровитељство укључивало је сиротиште Амалиеион које је основала претходна краљица супруга Амалија од Олденбурга и школу за девојчице Арсакеион која се налази на Универзитетском булевару. Уз личну подршку и подршку богатих донатора изградила је склоништа за болесне и старе инвалиде и санаторијум за пацијенте. Основала је друштво за помоћ сиромашнима, обданиште за децу сиромашних и народну кухињу у Пиреју која је уједно била и школа кувања за сиромашне девојчице која је касније проширена у школу ткања за девојчице и старије жене у финансијским потешкоћама. Била је покровитељ две војне болнице и задужила болницу Евангелисмос, највећу у Грчкој, у центру Атине. Изградила је Руску болницу у Пиреју у знак сећања на своју ћерку Александру, која је умрла у Москви 1891. Иако је била првенствено намењена руским морнарима, болница је била отворена за све поморце који посећују Грчку, уз консултације по ниској стопи од тридесет лепта а лекови су били бесплатни. Олга је такође подржавала оснивање и финансирање болница током сукоба између Грчке и њених суседа, укључујући грчко-турски рат 1897. и Први балкански рат (1912-13). За свој рад за рањенике, Олга и њена снаха принцеза Софија су у децембру [1897]. године одликовале Краљевски црвени крст од стране краљице Викторије Уједињеног Краљевства.
Пре Олгиног доласка у Грчку, није било посебних затвора за жене и младе, а она је била кључна у оснивању женског затвора у престоници и уз подршку богатог филантропа Џорџа Аверова, затвора за малолетне преступнике.
Убрзо након пораза Грчке у грчко-турском рату 1897. године, на Олгиног мужа и ћерку су пуцали незадовољни Грци 1898. Упркос неуспелом атентату, Олга је инсистирала да настави своје ангажмане без војне страже. Њен син Никола је написао у својим мемоарима да је једног дана говорио о важности јавног мњења својој мајци, а она је узвратила: „Више волим да ме управља добро рођени лав него четири стотине пацова попут мене.“ Интересовање за политичко и јавно мњење било је ограничено. Иако је фаворизовала руску партију Грчке, није имала политички утицај на свог мужа и није тражила политички утицај у грчком парламенту.

## Контроверзе
Православна хришћанка од рођења, краљица Олга је током посета рањеним војницима у грчко-турском рату (1897) сазнала да многи не могу да читају Библију. Верзија коју је користила Грчка црква укључивала је верзију Старог завета Септуагинта и оригиналну верзију Новог завета на грчком језику. Оба су написана на старогрчком језику, али су њени савременици користили или Катаревуса или такозвану демотску верзију модерног грчког. Катаревуса је био формални језик који је садржао архаизоване облике савремених речи, био је очишћен од „негрчког” речника из других европских језика и турског, и имао је (поједностављену) архаичну граматику. Модерни или демотски грчки је била верзија која се обично говорила. Олга је одлучила да Библију преведе у верзију коју би могла разумети већина савремених Грка, а не само они који су образовани на грчком језику. Противници превода су, међутим, сматрали да је то „равно одрицању од грчког 'светог наслеђа'”.
У фебруару 1901. године, превод Новог завета на нови грчки, који је она спонзорисала, објављен је без одобрења грчког Светог синода. Цена је била одређена на једну драхму, далеко испод њене стварне цене, а издање се добро продавало. Да би се ублажило противљење преводу, укључени су и стари и нови текст, а на фронтиспису је изричито наведено да је за „искључиву породичну употребу“, а не у цркви. У исто време, још један превод је завршио Александрос Палис, главни присталица књижевног покрета који подржава употребу демотике у писаном језику. Објављивање превода почело је у серијској форми у новинама Акрополис 9. септембра 1901. године. Пуристички теолози и васељенски патријарх цариградски Јоаким III осудили су превод. Фракција грчке штампе почела је да оптужује Палиса и његове присталице демотике за богохуљење и издају. Нереде, који су достигли врхунац 8. новембра, покренули су студенти Атинског универзитета, делимично мотивисани конзервативним професорима. Захтевали су екскомуникацију Палиса и свих који су били укључени у преводе, укључујући Олгу и Прокопија, митрополита атинског епископа, који је надгледао превод на њен лични захтев.
Позване су трупе да одрже ред, а сукоб између њих и изгредника резултирао је осам мртвих и преко шездесет рањених. До децембра, преостали примерци Олгиног превода су заплењени и њихов тираж је био забрањен. Сваком ко је продавао или читао преводе, претило је екскомуникацијом. Контроверза је названа Евангелика односно „јеванђелски догађаји“ или јеванђелски немири, по речи Евангелион, грчки за „јеванђеље“, и довела је до оставке епископа митрополита Прокопија и пада владе Георгиоса Теотокиса.

## Убиство краља
Први балкански рат је 1913. године завршен поразом Османског царства од стране коалиције грчких, бугарских, српских и црногорских снага. Грчка је знатно увећана на рачун Турске, али су поделе између победничких сила у Балканској лиги убрзо постале очигледне: Атина и Софија су се бориле за посед Солуна и његове области. Да би потврдио грчку контролу над главним градом Македоније, Ђорђе се преселио у град убрзо након његовог ослобођења. Баш као што је то учинио у Атини, ишао је по Солуну без икаквих телохранитеља и стражара, и док је 18. марта 1913. био у поподневној шетњи у близини Беле куле, пуцао га је и убио Александрос Шинас. Олга, која је рекла да је смрт њеног мужа била "воља Божја", стигла је сутрадан у Солун. Она и њена породица посетили су место атентата и отпратили тело краља у Атину. Сахрањен је на краљевском гробљу у палати Татои.
Најстарији син Ђорђа и Олге, Константин, постао је краљ, а његова супруга Софија Пруска постала је нова краљица супруга. Олга је, као удовица краљице, добила на коришћење крило у краљевској палати, али се убрзо вратила у своју родну Русију, да проведе време са својим млађим братом, великим кнезом Константином Константиновичем и његовом породицом у његовом дому, и Олгином родном месту, Павловској палати.

### Рат
Током првог светског рата за разлику од Олге, њен најстарији син, грчки краљ Константин, био је одлучан да следи политику неутралности. Његове материнске везе биле су руске, а супруга му је била сестра немачког кајзера Вилхелма II. Његова политика га је довела у сукоб са премијером Елефтериосом Венизелосом, који је фаворизовао савезнике. Константин је убрзо оптужен да је германофил, а атинска влада је била под сумњом у Лондону и Паризу. У ономе што је постало познато као национална шизма, Венизелос је успоставио паралелну владу у Солуну насупрот Константину.
Након слома царског режима у фебруару 1917, Олгина снаја напустила је Павловск са својом породицом, али је Олга остала, да би убрзо остала готово сама осим једне младе домаћице по имену Ана Јегорова. У недостатку хране, две жене су биле ограничене да једу сувог хлеба натопљеног уљем лошег квалитета. Њихова безбедност била је далеко од осигуране, а неколико дана након Октобарске револуције, бољшевици су упали и опљачкали палату. Олга је била физички неповређена. Прихватила је потребу да напусти Русију, али су бољшевици одбили да је пусте и дипломатска помоћ из Грчке није стигла након националног раскола. У јуну је Константин био свргнут и прогнан у Швајцарску. Пошто савезници нису хтели да успоставе грчку републику нити да пусте престолонаследника Ђорђа да наследи свог оца, Константина је на престолу заменио његов други син Александар, за кога се сматрало да је наклоњенији савезницима и покорнији од свог старијег брата. Венизелос је држао власт, а присталице свргнутог краља су ухапшене или погубљене.

### Изгнанство и регенство
После вишемесечних позива за помоћ, данско посланство у Русији издало је Олги пасош, којим је ушла у Немачку уочи њеног пораза, придруживши се свом најстаријем сину и његовој породици у Швајцарској почетком 1919. године. Остали чланови руске царске породице нису побегли. Међу убијенима су били цар, царица и њихово петоро деце.
У Швајцарској су се Константин и његова породица нашли изоловани и без прихода. Грчка влада под Венизелосом није исплаћивала пензије бившим владарима и забранила је сваки контакт између прогнаника и краља Александра. Већ крхког здравља, бивши краљ је постепено постајао све депресивнији. Руска револуција и национална шизма лишили су Олгу њене непокретне имовине и она је била принуђена да живи много мање раскошним начином живота него у прошлости. Ипак, уживала је да проводи више времена са својим синовима и унуцима, од којих ју је рат дуго раздвојио.
Дана 2. октобра 1920. године, краља Александра је ујео мајмун током шетње кроз баште у Татоију. Рана се инфицирала и Александар је добио сепсу. Дана 19. октобра почео је да бунца и позива своју мајку, али је грчка влада одбила да дозволи краљици Софији да се врати у Грчку. Забринута за свог сина и знајући да је његова бака једина друга краљевска породица која је још увек била наклоњена венизелистима, Софија је замолила Олгу да оде у Атину да се брине о Александру. После неколико дана преговора, краљица-удовица је добила дозволу да се врати у Грчку, али је, одложена због немирног мора, стигла дванаест сати након смрти свог унука 25. октобра. Дана 29. октобра, Александар је сахрањен у Татоију; Олга је била једини члан царске породице на сахрани.
И даље против повратка Константина I и престолонаследника Ђорђа, влада Елефтериоса Венизелоса понудила је трон Константиновом трећем сину, принцу Павлу, који је одбио да се попне на престо пре свог оца и старијег брата осим ако га на референдуму не именује за шефа државе. Међутим, само неколико дана након Александрове смрти, Венизелос је поражен на општим изборима. Дана 17. новембра, адмирал Павлос Кунтуриотис, регент од Александрове смрти, отишао је у пензију, а нови премијер Димитриос Ралис је затражио од Олге да преузме регентство. Она је служила као регент око месец дана док се њен син Константин није вратио на престо 19. децембра након референдума у његову корист.
Константин се вратио на престо 18 месеци након грчко-турског рата, покренутог у мају 1919. У септембру 1921. грчки пораз у бици код Сакарије означио је почетак повлачења Грка из Анадолије. Огорчење међу савезницима због Константинове политике током Првог светског рата спречило је Атину да добије спољну подршку. Мустафа Кемал Ататурк, нови вођа Турске, повратио је Смирну и Источну Тракију, које је Атина припојила на крају Првог светског рата.
За разлику од своје деце и унука, Олга је добила пензију од владе Друге Хеленске републике, али је са њом издржавала толико верних старих слугу који су побегли из Грчке да обично није имала више од 20 фунти стерлинга месечно (у вредностима од око 1.200 фунти у ценама из 2021. године) да подмири сопствене трошкове.

### Смрт
Олгине последње године обележило је лоше здравље. Хромост ју је ограничила на инвалидска колица, а неколико пута је боравила у Паризу да се подвргне лечењу вида. Све више зависна, Олга се коначно настанила са својим најмлађим сином, принцом Кристофером, убрзо након смрти његове прве жене, принцезе Анастасије, 1923. Олга је умрла 18. јуна 1926. или у Кристофоровој вили у Риму или у месу По, Француска.
Упркос републиканизму у Грчкој, Олга је и даље била веома цењена и републичка влада у Атини је понудила да плати њену сахрану и да врати њене посмртне остатке у Грчку. Без обзира на то, њена деца су одбила понуду, радије су хтели да је сахране у Италији поред њеног сина, Константина I, чије тело је Грчка одбила да прихвати. Њена сахрана је обављена 22. јуна 1926. у православној цркви у Риму, а следећег дана је положена у крипти руске цркве у Фиренци. После обнове грчке монархије 1935. поново је сахрањена у Татоију 17. новембра 1936. године.

## Породично стабло
|  |                                                       |  |  |  |  |  |  |  |  |  |  |  |  |  |  |  |
|  | 16. Петар III Фјодорович                              |  |  |  |  |  |  |  |  |  |  |  |  |  |  |  |
|  |                                                       |  |  |  |  |  |  |  |  |  |  |  |  |  |  |  |
|  |                                                       |  |  |  |  |  |  |  |  |  |  |  |  |  |  |  |
|  | 8. Павле I Петрович                                   |  |  |  |  |  |  |  |  |  |  |  |  |  |  |  |
|  |                                                       |  |  |  |  |  |  |  |  |  |  |  |  |  |  |  |
|  |                                                       |  |  |  |  |  |  |  |  |  |  |  |  |  |  |  |
|  | 17. Катарина Велика                                   |  |  |  |  |  |  |  |  |  |  |  |  |  |  |  |
|  |                                                       |  |  |  |  |  |  |  |  |  |  |  |  |  |  |  |
|  |                                                       |  |  |  |  |  |  |  |  |  |  |  |  |  |  |  |
|  | 4. Николај I Павлович                                 |  |  |  |  |  |  |  |  |  |  |  |  |  |  |  |
|  |                                                       |  |  |  |  |  |  |  |  |  |  |  |  |  |  |  |
|  |                                                       |  |  |  |  |  |  |  |  |  |  |  |  |  |  |  |
|  | 18. Фридрих II Еуген                                  |  |  |  |  |  |  |  |  |  |  |  |  |  |  |  |
|  |                                                       |  |  |  |  |  |  |  |  |  |  |  |  |  |  |  |
|  |                                                       |  |  |  |  |  |  |  |  |  |  |  |  |  |  |  |
|  | 9. Марија Фјодоровна                                  |  |  |  |  |  |  |  |  |  |  |  |  |  |  |  |
|  |                                                       |  |  |  |  |  |  |  |  |  |  |  |  |  |  |  |
|  |                                                       |  |  |  |  |  |  |  |  |  |  |  |  |  |  |  |
|  | 19. Фридерика од Бранденбург-Швета                    |  |  |  |  |  |  |  |  |  |  |  |  |  |  |  |
|  |                                                       |  |  |  |  |  |  |  |  |  |  |  |  |  |  |  |
|  |                                                       |  |  |  |  |  |  |  |  |  |  |  |  |  |  |  |
|  | 2. Константин Николајевич                             |  |  |  |  |  |  |  |  |  |  |  |  |  |  |  |
|  |                                                       |  |  |  |  |  |  |  |  |  |  |  |  |  |  |  |
|  |                                                       |  |  |  |  |  |  |  |  |  |  |  |  |  |  |  |
|  | 20. Фридрих Вилхелм II                                |  |  |  |  |  |  |  |  |  |  |  |  |  |  |  |
|  |                                                       |  |  |  |  |  |  |  |  |  |  |  |  |  |  |  |
|  |                                                       |  |  |  |  |  |  |  |  |  |  |  |  |  |  |  |
|  | 10. Фридрих Вилхелм III                               |  |  |  |  |  |  |  |  |  |  |  |  |  |  |  |
|  |                                                       |  |  |  |  |  |  |  |  |  |  |  |  |  |  |  |
|  |                                                       |  |  |  |  |  |  |  |  |  |  |  |  |  |  |  |
|  | 21. Фредерика Лујза од Хесен-Дармштата                |  |  |  |  |  |  |  |  |  |  |  |  |  |  |  |
|  |                                                       |  |  |  |  |  |  |  |  |  |  |  |  |  |  |  |
|  |                                                       |  |  |  |  |  |  |  |  |  |  |  |  |  |  |  |
|  | 5. Александра Фјодоровна                              |  |  |  |  |  |  |  |  |  |  |  |  |  |  |  |
|  |                                                       |  |  |  |  |  |  |  |  |  |  |  |  |  |  |  |
|  |                                                       |  |  |  |  |  |  |  |  |  |  |  |  |  |  |  |
|  | 22. Карл II од Мекленбург-Штрелица                    |  |  |  |  |  |  |  |  |  |  |  |  |  |  |  |
|  |                                                       |  |  |  |  |  |  |  |  |  |  |  |  |  |  |  |
|  |                                                       |  |  |  |  |  |  |  |  |  |  |  |  |  |  |  |
|  | 11. Лујза од Мекленбург-Штрелица                      |  |  |  |  |  |  |  |  |  |  |  |  |  |  |  |
|  |                                                       |  |  |  |  |  |  |  |  |  |  |  |  |  |  |  |
|  |                                                       |  |  |  |  |  |  |  |  |  |  |  |  |  |  |  |
|  | 23. Фредерика од Хесен-Дармштата                      |  |  |  |  |  |  |  |  |  |  |  |  |  |  |  |
|  |                                                       |  |  |  |  |  |  |  |  |  |  |  |  |  |  |  |
|  |                                                       |  |  |  |  |  |  |  |  |  |  |  |  |  |  |  |
|  | 1. Олга Константиновна                                |  |  |  |  |  |  |  |  |  |  |  |  |  |  |  |
|  |                                                       |  |  |  |  |  |  |  |  |  |  |  |  |  |  |  |
|  |                                                       |  |  |  |  |  |  |  |  |  |  |  |  |  |  |  |
|  | 24. Ernest Frederick III, Duke of Saxe-Hildburghausen |  |  |  |  |  |  |  |  |  |  |  |  |  |  |  |
|  |                                                       |  |  |  |  |  |  |  |  |  |  |  |  |  |  |  |
|  |                                                       |  |  |  |  |  |  |  |  |  |  |  |  |  |  |  |
|  | 12. Фридрих, војвода од Сакс-Алтенбурга               |  |  |  |  |  |  |  |  |  |  |  |  |  |  |  |
|  |                                                       |  |  |  |  |  |  |  |  |  |  |  |  |  |  |  |
|  |                                                       |  |  |  |  |  |  |  |  |  |  |  |  |  |  |  |
|  | 25. Ernestine of Saxe-Weimar                          |  |  |  |  |  |  |  |  |  |  |  |  |  |  |  |
|  |                                                       |  |  |  |  |  |  |  |  |  |  |  |  |  |  |  |
|  |                                                       |  |  |  |  |  |  |  |  |  |  |  |  |  |  |  |
|  | 6. Joseph, Duke of Saxe-Altenburg                     |  |  |  |  |  |  |  |  |  |  |  |  |  |  |  |
|  |                                                       |  |  |  |  |  |  |  |  |  |  |  |  |  |  |  |
|  |                                                       |  |  |  |  |  |  |  |  |  |  |  |  |  |  |  |
|  | 26. Карл II од Мекленбург-Штрелица (= 22)             |  |  |  |  |  |  |  |  |  |  |  |  |  |  |  |
|  |                                                       |  |  |  |  |  |  |  |  |  |  |  |  |  |  |  |
|  |                                                       |  |  |  |  |  |  |  |  |  |  |  |  |  |  |  |
|  | 13. Шарлота Георгина од Мекленбург-Штрелица           |  |  |  |  |  |  |  |  |  |  |  |  |  |  |  |
|  |                                                       |  |  |  |  |  |  |  |  |  |  |  |  |  |  |  |
|  |                                                       |  |  |  |  |  |  |  |  |  |  |  |  |  |  |  |
|  | 27. Фредерика од Хесен-Дармштата (= 23)               |  |  |  |  |  |  |  |  |  |  |  |  |  |  |  |
|  |                                                       |  |  |  |  |  |  |  |  |  |  |  |  |  |  |  |
|  |                                                       |  |  |  |  |  |  |  |  |  |  |  |  |  |  |  |
|  | 3. Александра од Сакс-Алтенбурга                      |  |  |  |  |  |  |  |  |  |  |  |  |  |  |  |
|  |                                                       |  |  |  |  |  |  |  |  |  |  |  |  |  |  |  |
|  |                                                       |  |  |  |  |  |  |  |  |  |  |  |  |  |  |  |
|  | 28. Фридрих II Еуген (= 18)                           |  |  |  |  |  |  |  |  |  |  |  |  |  |  |  |
|  |                                                       |  |  |  |  |  |  |  |  |  |  |  |  |  |  |  |
|  |                                                       |  |  |  |  |  |  |  |  |  |  |  |  |  |  |  |
|  | 14. Лудвиг од Виртемберга                             |  |  |  |  |  |  |  |  |  |  |  |  |  |  |  |
|  |                                                       |  |  |  |  |  |  |  |  |  |  |  |  |  |  |  |
|  |                                                       |  |  |  |  |  |  |  |  |  |  |  |  |  |  |  |
|  | 29. Фридерика од Бранденбург-Швета (= 19)             |  |  |  |  |  |  |  |  |  |  |  |  |  |  |  |
|  |                                                       |  |  |  |  |  |  |  |  |  |  |  |  |  |  |  |
|  |                                                       |  |  |  |  |  |  |  |  |  |  |  |  |  |  |  |
|  | 7. Duchess Amalie of Württemberg                      |  |  |  |  |  |  |  |  |  |  |  |  |  |  |  |
|  |                                                       |  |  |  |  |  |  |  |  |  |  |  |  |  |  |  |
|  |                                                       |  |  |  |  |  |  |  |  |  |  |  |  |  |  |  |
|  | 30. Charles Christian, Prince of Nassau-Weilburg      |  |  |  |  |  |  |  |  |  |  |  |  |  |  |  |
|  |                                                       |  |  |  |  |  |  |  |  |  |  |  |  |  |  |  |
|  |                                                       |  |  |  |  |  |  |  |  |  |  |  |  |  |  |  |
|  | 15. Хенријета од Насау-Вајлбурга                      |  |  |  |  |  |  |  |  |  |  |  |  |  |  |  |
|  |                                                       |  |  |  |  |  |  |  |  |  |  |  |  |  |  |  |
|  |                                                       |  |  |  |  |  |  |  |  |  |  |  |  |  |  |  |
|  | 31. Каролина од Орање-Насауа                          |  |  |  |  |  |  |  |  |  |  |  |  |  |  |  |
|  |                                                       |  |  |  |  |  |  |  |  |  |  |  |  |  |  |  |
|  |                                                       |  |  |  |  |  |  |  |  |  |  |  |  |  |  |  |